# Concathédrale Saint-Nicolas de Prešov
Cette  cathédrale n’est pas la seule cathédrale Saint-Nicolas.
La concathédrale Saint-Nicolas (en slovaque : Konkatedrála svätého Mikuláša) est une concathédrale catholique, située à Prešov en Slovaquie. Elle est l’une des églises les plus anciennes du pays, datant du XIVe siècle.
L’édifice est de style gothique. Sa longueur fait 54,7 m, sa largeur 34,45 m. La hauteur intérieure de la nef est de 16 m. La pointe du clocher atteint la hauteur de 71 m.

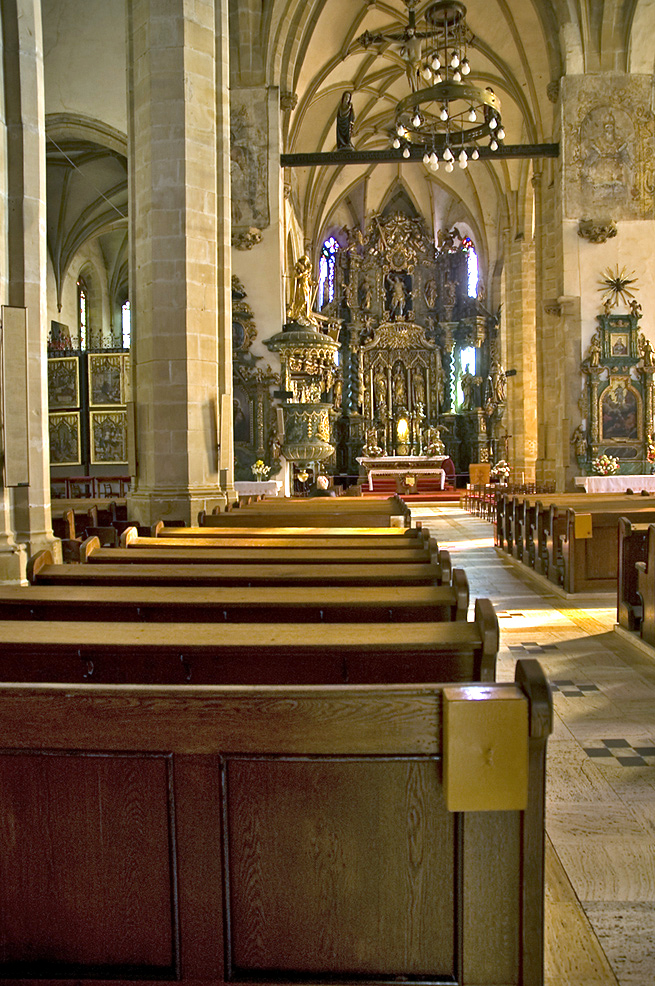
Intérieur de la concathédrale.